# باربورا زالاووا-استریسووا
 باربورا زالاووا-استریسووا (انگلیسی: Barbora Záhlavová-Strýcová؛ زاده ۲۸ مارس ۱۹۸۶) یک تنیس‌باز اهل جمهوری چک است.